# Vlag van Scheemda

Vlag van Scheemda

De vlag van Scheemda werd op 29 augustus 1991 bij raadsbesluit vastgesteld als de gemeentelijke vlag van de toenmalige gemeente Scheemda. De beschrijving luidt als volgt:
Twee getande banen, waarvan de lengten zich verhouden als 1:2, geel en rood; de gele baan met drie hele en twee halve tanden en beladen met vijf blauwe zespuntige sterren, geplaatst drie aan de broekzijde en twee ter halver hoogte daarnaast.
De vlag is een weergave van het gemeentewapen, met weglating van de stukken behalve die in het schildhoofd. Het ontwerp was van het Consulentschap voor de Heraldiek Provincie Groningen.
In 2010 werd de gemeente opgeheven en ging op in Oldambt. Hierdoor kwam de gemeentevlag te vervallen. Het ontwerp van de vlag vormde de basis voor de vlag van Oldambt.

## Eerdere vlag

Vlag van Scheemda
(1966-1991)

Op 12 juli 1966 had de toenmalige gemeente een eerdere vlag als gemeentevlag vastgesteld, die als volgt kan worden beschreven:
Vierkant, blauw, met in het midden een geel zwaard met de punt omlaag, in de broektop en de vlaghoek vergezeld van twee gele troffels.
Deze vlag toont de attributen van de profeet Nehemia die op het oude wapen van Scheemda is afgebeeld. De troffels zijn naar boven gericht om actieve arbeid uit te drukken; het zwaard is naar beneden gericht en drukt zo verdediging uit.

## Verwante symbolen

Wapen van Scheemda (1991)
Vlag van Oldambt
Wapen van Scheemda (1904)

Adorp 
· Aduard 
· Appingedam 
· Bedum 
· Beerta 
· Bellingwedde 
· Bierum 
· De Marne 
· Delfzijl 
· Eemsmond 
· Eenrum 
· Finsterwolde 
· Grootegast 
· Haren 
· Hefshuizen 
· Hoogezand 
· Hoogezand-Sappemeer 
· Hoogkerk 
· Kloosterburen 
· Leek 
· Leens 
· Loppersum 
· Marum 
· Menterwolde 
· Muntendam 
· Nieuwe Pekela 
· Nieuweschans 
· Oldekerk 
· Oosterbroek 
· Oude Pekela 
· Reiderland 
· Sappemeer 
· Scheemda 
· Slochteren 
· Stedum 
· Ten Boer 
· Termunten 
· Uithuizen 
· Uithuizermeeden 
· Ulrum 
· Vlagtwedde 
· Warffum 
· Wildervank 
· Winschoten 
· Winsum 
· Zuidhorn